# 조선일보 명조체
조선일보 명조체(朝鮮日報 明朝體)는 조선일보에 사용하는 신문활자로서 1999년 조선일보 서체개발연구소와 산돌커뮤니케이션이 함께 만들고 조선일보가 가다듬어온 서체이다.
조선일보 명조체는 가로쓰기 글꼴로서 일반 PC와 매킨토시에서 사용할 수 있으며  일반 PC 및 맥 OS X 공용은 한자 포함 총 2만 6195자, 구형 매킨토시용은 총 1만 4317자를 포함하고 있다.
조선일보사가 2007년 3월 1일 개인 및 기업 사용자에게 무료로 공개하였으며  지적재산권은 조선일보사에 있다.